# Melba
Melba, o Mellba (Medved, Eslovènia, 1992? – Vedinhs e Garraus, Comenge, 27 de setembre de 1997), va ser una femella d’os bru europeu nascuda a Eslovènia i introduïda als Pirineus a la primavera del 1996. Al setembre de l'any següent, després d'haver donat a llum tres cadells, va ser morta a trets per un caçador durant una batuda del senglar.
El nom de Melba fou un homenatge a Mèles, el municipi de l'Alta Garona on se la va alliberar i que havia acollit positiivment el programa de reintroducció. Les seves restes es guarden dissecades al Museu de Tolosa.

## Context
L'os bru als Pirineus es trobava al llindar de l'extinció local a la serralada a finals del segle xx, quan només quedaven 4 o 5 exemplars autòctons, degut a la persecució directa per l'home a que es veié sotmesa aquesta població. A partir de mitjans dels anys 90 s'emprengueren diverses mesures per revertir aquesta situació, guanyant molt protagonisme el reforç poblacional mitjançant la translocació d’individus reproductius originaris d’Eslovènia, on resideix una població viable de la mateixa subespècie europea. Entre el 1996 i el 2018 es van translocar 11 exemplars des d'aquest país balcànic (10 a França i 1 Catalunya)
Des de l'inici del programa es van registrar naixements d'ossos als Pirineus i a l'últim cens oficial, divulgat el 2019, s'informaren 52 exemplars vius, entre cadells, sub-adults i ossos adults. Tot i això, la població d'ossos bruns a la serralada continua estant catalogada en perill crític en l'última revisió de la llista vermella de la Unió Internacional per a la Conservació de la Natura (UICN), del 2018.
El reforçament de la població de l'os bru als Pirineus es va iniciar l'any 1996 amb una subvenció del programa Life de la Unió Europea de conservació i protecció d'espècies. Tot i les protestes aquell any, França va alliberar a Melles (Alta Garona) dos exemplars: les osses Živa i Melba, i el 1997, un mascle, en Pyros, tots procedents d'Eslovènia. L'origen va ser seleccionat atenent estudis que demostren que els ossos balcànics, del sud d'Escandinàvia, i els del sud i sud-oest d'Europa pertanyen a una única línia genètica, que s'explica pel fet que es va produir un refugi durant l'última glaciació al sud d'Europa. Translocar ossos del cantàbric, encara més propers genèticament que els balcànics, no era una opció sobre la taula donada la complicada situació en què aleshores també es trobava aquesta altra població ibèrica, catalogada en perill d'extinció.

### Resistències a la reintroducció
La reintroducció de l'os als Pirineus suscita des de l'inici de la seva implantació importants adhesions i oposicions en el conjunt de la societat, amb partidaris i detractors que s'articulen en diversos grups d'influència. La principal resistència es deu al fet que un cop alliberats al nou medi pirinenc, els animals translocats i els seus descendents, així com succeïa amb els anteriors ossos autòctons, poden atacar de forma oportunista a la ramaderia i l'apicultura.
Les resistències de la població han estat molt fortes pel paper important que jugava el caràcter mític de l'os i la por atàvica que la seva presència despertava. La Generalitat de Catalunya pretenia fer de l'os una marca de qualitat turística, però l'any 1994, amb la notícia del pla d'alliberament, els municipis de les valls d'Àneu es van oposar a la presència de l'os.
La campanya opositora va aconseguir que el 1995 es retardés l'alliberament previst i el març de l'any següent es decidia no fer la reintroducció a Catalunya. Tot i això el departament d'Agricultura, Ramaderia i Pesca (DARP) de la Generalitat de Catalunya i el Ministeri de Medi Ambient de França van firmar un conveni de col·laboració per garantir la coordinació del seguiment i control dels ossos alliberats a França, per la possibilitat que passessin la frontera. L'abril de 1996 els ramaders i caçadors del Pallars Sobirà i la Vall d'Aran es van manifestar contra l'alliberament dels ossos que es dugué a terme a França al mes següent.

## Biografia

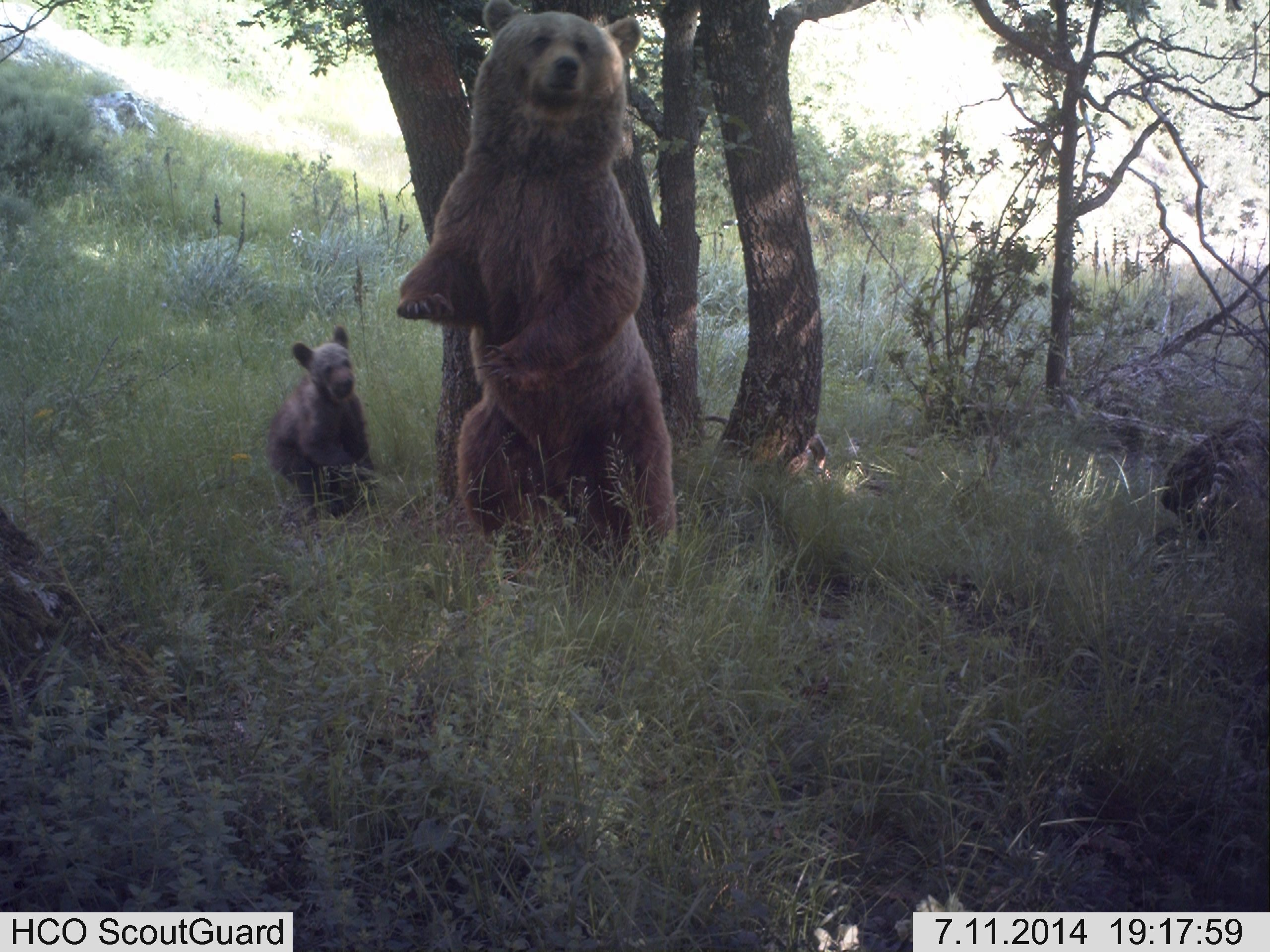
L'ossa Caramelles, filla de Melba, ja adulta, captada per una càmara de fototrampeig el juliol del 2014 amb un dels seus cadells

L’ossa Melba va ser capturada a la reserva de caça de Medved, a Eslovènia a les 5:56 a.m del 5 de juny del 1996. Abans del seu alliberament, l'endemà al matí a Mèles (Alta Garona), a prop de la Vall d'Aran, va ser examinada i equipada amb un collar GPS. En aquell moment Melba tenia cinc anys, pesava 98 kg i estava embarassada, tot i que aleshores no se sabia. El seu alliberament es produí 18 dies després del de l’altra femella, Živa, i 11 mesos abans que el mascle Pyros, capturat i alliberat en les mateixes condicions i en el mateix lloc.
A l'inici de la primavera següent, Melba va sortir del cau amb tres cadells (Boutxi, Caramelles i Medved). Les anàlisis genètiques van demostrar que el pare dels dos primers cadells era Pyros, però havien nascut abans que aquest fos translocat, al maig del 1997. Això implicava que Pyros i Melba ja s'havien aparellat als boscos d'Eslovènia el 1996, just abans que Melba fos translocada. A principis de juliol, Medved va morir per causes naturals.
El 27 de setembre de 1997 Melba va ser morta a trets en una batuda del senglar a les 10 del matí al coll de Matet, a Vedinhs e Garraus a l'Alta Garona. El caçador, un jove de 21 anys aficionat a les escopetes, va al·legar defensa pròpia i no se li va imputar cap càrrec. Els dos cadells van quedar orfes amb menys d'un any, però van sobreviure.
Melba va ser una de les 3 mares genitores dels ossos vius als Pirineus, essent especialment cabdal per a la recuperació de l'espècie. La seva filla Caramelles ha tingut almenys 18 cadells (14 amb Pyros) des del 2001.

### Mort
El matí del 27 de setembre de 1997, a Bezins-Garraux (Alta Garona), un caçador estava a l’aguait en una batuda del senglar, amagat sota un arbre en una línia de carena. Melba, acompanyada dels seus dos cadells Boutxi i Caramelles, probablement no va detectar el caçador a causa de la configuració del terreny i passà a prop seu. Al descobrir-lo, es sorprengué i efectuà una primera càrrega defensiva contra el caçador, aturant-se a cinc o sis metres d’ell. Després, els cadells s’allunyaren. Melba feu una nova càrrega, molt més a prop, i el caçador, en defensa pròpia, li disparà, ferint-la de mort, quan es trobava a menys de tres metres seu.